# Campylopus perporosus
Campylopus perporosus är en bladmossart som beskrevs av Brotherus 1924. Campylopus perporosus ingår i släktet nervmossor, och familjen Dicranaceae. Inga underarter finns listade i Catalogue of Life.